# 戴歷·阿當斯
戴歷·阿當斯（英語：Derek Adams，1975年6月25日—）在蘇格蘭格拉斯哥出生，是一名前職業足球員，司職中場，退役後擔任領隊，曾任教英甲球會莫克姆。

## 生平
阿當斯球員時期曾在蘇格蘭和英格蘭效力6支球隊，當中分別為馬瑟韋爾和羅斯郡（兩次）於聯賽上陣超過100場。
2007年阿當斯升任羅斯郡的球員兼領隊，首季即贏得蘇乙的冠軍及升班資格，兩年後更闖入蘇格蘭足總盃決賽。2010/11年球季阿當斯離隊轉任喜伯年的助理領隊。其後阿當斯重返羅斯郡，翌季贏得蘇甲錦標及獲選蘇格蘭PFA年度最佳領隊。
2015年6月11日，阿當斯獲聘為英乙球會普利茅夫的領隊，兩年後協助球會升級英甲。2018/19球季隨着球會保級失敗離開普利茅夫。
2019年11月7日，阿當斯擔任另一英乙球會莫克姆領隊一職。

## 榮譽

### 球員
羅斯郡
- 蘇格蘭挑戰盃（1）：2006年；

### 領隊
羅斯郡
- 蘇格蘭足球甲級聯賽（1）：2011/2012年；
- 蘇格蘭足球乙級聯賽（1）：2007/2008年；
- 蘇格蘭PFA年度最佳領隊（1）：2011/2012年；

普利茅夫
- 英乙每月最佳領隊（1）：2015年10月；

## 外部連結
- 足球数据库：戴歷·阿當斯的球员统计数据